# Liste des stations du métro de Lyon
Pour un article plus général, voir Métro de Lyon.

Plan des stations du réseau lourd des TCL.

La liste des stations du métro de Lyon, en France, comprend 42 stations, depuis le 20 octobre 2023. Toutes les stations du métro sont accessibles aux personnes à mobilité réduite, sauf Croix-Paquet.
Les stations sont également toutes mises sous contrôle par portillons automatiques.
Pour alléger les tableaux, seules les correspondances avec les transports guidés (métros, funiculaires, tramways, trains, ...) et les correspondances en étroite relation avec la ligne sont données. Les autres correspondances, notamment les lignes de bus, sont reprises dans les articles de chaque station.

## Stations en service
Le tableau ci-dessous présente la situation existante, faisant abstraction de tout ce qui est à l'état de projet ou en construction.
| Station                            | Ligne(s)                          | Rang alphabétique | Date d'ouverture                       | Situation                                        | Commune               | Fréquentation annuelle | Correspondance                                                                   | Particularité (précédent nom) | Image                              |
| ---------------------------------- | --------------------------------- | ----------------- | -------------------------------------- | ------------------------------------------------ | --------------------- | ---------------------- | -------------------------------------------------------------------------------- | --- | ---------------------------------- |
| Ampère - Victor Hugo               | Métro de Lyon · Ligne A           | 1                 | 2 mai 1978                             | Souterraine                                      | Lyon 2e               |                        |                                                                                  | | Ampère - Victor Hugo               |
| Bellecour                          | Métro de Lyon · Ligne A · Ligne D | 2                 | : 2 mai 1978 : 9 septembre 1991        | Souterraine                                      | Lyon 2e               |                        |                                                                                  | Quai central pour la ligne D. | Bellecour                          |
| Brotteaux                          | Métro de Lyon · Ligne B           | 3                 | 2 mai 1978                             | Souterraine                                      | Lyon 6e               |                        |                                                                                  | La gare de Lyon-Brotteaux était encore en service à l'inauguration de la station.                                                        | Brotteaux                          |
| Charpennes - Charles Hernu         | Métro de Lyon · Ligne A · Ligne B | 4                 | 2 mai 1978                             | Souterraine                                      | Villeurbanne          |                        | Tramway de Lyon · Ligne T1 · Ligne T4                                            | En voie unique pour la ligne B (jusqu'en 1990 : Charpennes - Villeurbanne)                                                               | Charpennes - Charles Hernu         |
| Cordeliers                         | Métro de Lyon · Ligne A           | 5                 | 2 mai 1978                             | Souterraine                                      | Lyon 2e               |                        |                                                                                  | | Cordeliers                         |
| Croix-Paquet                       | Métro de Lyon · Ligne C           | 6                 | 6 décembre 1974                        | En tranchée ouverte                              | Lyon 1er              |                        |                                                                                  | Non accessible aux personnes à mobilité réduite. Forte déclivité. A remplacé une station de funiculaire qui a fonctionné de 1891 à 1972. | Croix-Paquet                       |
| Croix-Rousse                       | Métro de Lyon · Ligne C           | 7                 | 6 décembre 1974                        | Souterraine                                      | Lyon 1er, Lyon 4e     |                        |                                                                                  | Changement d'adhérence (fer et crémaillère). A remplacé une station de funiculaire qui a fonctionné de 1891 à 1972.                      | Croix-Rousse                       |
| Cuire                              | Métro de Lyon · Ligne C           | 8                 | 10 décembre 1984                       | En surface                                       | Caluire-et-Cuire      |                        |                                                                                  | En voie unique | Cuire                              |
| Cusset                             | Métro de Lyon · Ligne A           | 9                 | 2 mai 1978                             | Souterraine                                      | Villeurbanne          |                        |                                                                                  | | Cusset                             |
| Debourg                            | Métro de Lyon · Ligne B           | 10                | 4 septembre 2000                       | Souterraine                                      | Lyon 7e               |                        | Tramway de Lyon · Ligne T1 · Ligne T6                                            | | Debourg                            |
| Flachet - Alain Gilles             | Métro de Lyon · Ligne A           | 11                | 2 mai 1978                             | Souterraine                                      | Villeurbanne          |                        |                                                                                  | (jusqu'en 2015 : Flachet) | Flachet - Alain Gilles             |
| Foch                               | Métro de Lyon · Ligne A           | 12                | 2 mai 1978                             | Souterraine                                      | Lyon 6e               |                        |                                                                                  | | Foch                               |
| Gare d'Oullins                     | Métro de Lyon · Ligne B           | 13                | 11 décembre 2013                       | Souterraine                                      | Oullins-Pierre-Bénite |                        | TER Auvergne-Rhône-Alpes                                                         | | Gare d'Oullins                     |
| Gare de Vaise - Gérard Collomb     | Métro de Lyon · Ligne D           | 14                | 28 avril 1997                          | Souterraine                                      | Lyon 9e               |                        | TER Auvergne-Rhône-Alpes                                                         | (jusqu'en 2024 : Gare de Vaise) | Gare de Vaise                      |
| Gare de Vénissieux                 | Métro de Lyon · Ligne D           | 15                | 11 décembre 1992                       | Souterraine                                      | Vénissieux            |                        | TER Auvergne-Rhône-Alpes                                                         | | Gare de Vénissieux                 |
| Gare Part-Dieu - Vivier Merle      | Métro de Lyon · Ligne B           | 16                | 2 mai 1978                             | Souterraine                                      | Lyon 3e               |                        | TGV, TER, Intercités (Gare Part-Dieu - Vivier Merle) (Gare Part-Dieu - Villette) | | Gare Part-Dieu                     |
| Garibaldi                          | Métro de Lyon · Ligne D           | 17                | 9 septembre 1991                       | Souterraine                                      | Lyon 3e, Lyon 7e      |                        |                                                                                  | | Garibaldi                          |
| Gorge de Loup                      | Métro de Lyon · Ligne D           | 18                | 9 septembre 1991                       | Souterraine                                      | Lyon 9e               |                        | Tram-train de l'Ouest lyonnais                                                   | | Gorge de Loup                      |
| Grange Blanche                     | Métro de Lyon · Ligne D           | 19                | 9 septembre 1991                       | Souterraine                                      | Lyon 3e, Lyon 8e      |                        | Tramway de Lyon · Ligne T2 · Ligne T5                                            | Quai central. | Grange Blanche                     |
| Gratte-Ciel                        | Métro de Lyon · Ligne A           | 20                | 2 mai 1978                             | Souterraine                                      | Villeurbanne          |                        |                                                                                  | | Gratte-Ciel                        |
| Guillotière - Gabriel Péri         | Métro de Lyon · Ligne D           | 21                | 9 septembre 1991                       | Souterraine                                      | Lyon 3e, Lyon 7e      |                        | Tramway de Lyon · Ligne T1                                                       | (jusqu'en 2009 : Guillotière) | Guillotière - Gabriel Péri         |
| Hénon                              | Métro de Lyon · Ligne C           | 22                | 10 décembre 1984                       | Souterraine                                      | Lyon 4e               |                        |                                                                                  | | Hénon                              |
| Hôtel de Ville - Louis Pradel      | Métro de Lyon · Ligne A · Ligne C | 23                | 2 mai 1978                             | Souterraine                                      | Lyon 1er              |                        |                                                                                  | Une seule voie utilisée en service normal pour la ligne C.                                                                               | Hôtel de Ville - Louis Pradel      |
| Jean Macé                          | Métro de Lyon · Ligne B           | 24                | 14 septembre 1981                      | Souterraine                                      | Lyon 7e               |                        | TER Auvergne-Rhône-Alpes                                                         | | Jean Macé                          |
| Laënnec                            | Métro de Lyon · Ligne D           | 25                | 11 décembre 1992                       | Souterraine                                      | Lyon 8e               |                        |                                                                                  | | Laënnec                            |
| Laurent Bonnevay - Astroballe      | Métro de Lyon · Ligne A           | 26                | 2 mai 1978                             | En surface dans un caisson                       | Villeurbanne          |                        |                                                                                  | | Laurent Bonnevay - Astroballe      |
| Masséna                            | Métro de Lyon · Ligne A           | 27                | 2 mai 1978                             | Souterraine                                      | Lyon 6e               |                        |                                                                                  | | Masséna                            |
| Mermoz - Pinel                     | Métro de Lyon · Ligne D           | 28                | 11 décembre 1992                       | Souterraine                                      | Lyon 8e               |                        | Tramway de Lyon · Ligne T6                                                       | | Mermoz - Pinel                     |
| Monplaisir - Lumière               | Métro de Lyon · Ligne D           | 29                | 9 septembre 1991                       | Souterraine                                      | Lyon 3e, Lyon 8e      |                        |                                                                                  | | Monplaisir - Lumière               |
| Oullins Centre                     | Métro de Lyon · Ligne B           | 30                | 20 octobre 2023                        | Souterraine                                      | Oullins-Pierre-Bénite |                        |                                                                                  | | Oullins Centre                     |
| Parilly                            | Métro de Lyon · Ligne D           | 31                | 11 décembre 1992                       | Souterraine                                      | Vénissieux            |                        |                                                                                  | | Parilly                            |
| Perrache                           | Métro de Lyon · Ligne A           | 32                | 2 mai 1978                             | Au niveau du sol (niveau 0 du centre d'échanges) | Lyon 2e               |                        | TGV, TER, Intercités                                                             | Est intégrée au sein même du centre d'échanges.                                                                                          | Perrache                           |
| Place Guichard - Bourse du Travail | Métro de Lyon · Ligne B           | 33                | 14 septembre 1981                      | Souterraine                                      | Lyon 3e               |                        | (Palais de Justice - Mairie du 3e, Saxe-Préfecture)                              | (jusqu'en 2004 : Place Guichard) | Place Guichard - Bourse du Travail |
| Place Jean Jaurès                  | Métro de Lyon · Ligne B           | 34                | 4 septembre 2000                       | Souterraine                                      | Lyon 7e               |                        |                                                                                  | | Place Jean Jaurès                  |
| République - Villeurbanne          | Métro de Lyon · Ligne A           | 35                | 2 mai 1978                             | Souterraine                                      | Villeurbanne          |                        |                                                                                  | (jusqu'en 1990 : République) | République - Villeurbanne          |
| Saint-Genis-Laval Hôpital Lyon Sud | Métro de Lyon · Ligne B           | 36                | 20 octobre 2023                        | Souterraine                                      | Saint-Genis-Laval     |                        |                                                                                  | | Saint-Genis-Laval Hôpital Lyon Sud |
| Sans Souci                         | Métro de Lyon · Ligne D           | 37                | 9 septembre 1991                       | Souterraine                                      | Lyon 3e, Lyon 8e      |                        | (Manufacture - Montluc)                                                          | | Sans Souci                         |
| Saxe - Gambetta                    | Métro de Lyon · Ligne B · Ligne D | 38                | : 14 septembre 1981 : 9 septembre 1991 | Souterraine                                      | Lyon 3e, Lyon 7e      |                        |                                                                                  | | Saxe - Gambetta                    |
| Stade de Gerland – Le LOU          | Métro de Lyon · Ligne B           | 39                | 4 septembre 2000                       | Souterraine                                      | Lyon 7e               |                        |                                                                                  | (jusqu'en 2020 : Stade de Gerland) | Stade de Gerland                   |
| Valmy                              | Métro de Lyon · Ligne D           | 40                | 28 avril 1997                          | Souterraine                                      | Lyon 9e               |                        |                                                                                  | Quai central. | Valmy                              |
| Vaulx-en-Velin - La Soie           | Métro de Lyon · Ligne A           | 41                | 2 octobre 2007                         | Souterraine                                      | Vaulx-en-Velin        |                        | Tramway de Lyon · Ligne T3 · Ligne T7 · Ligne Rhônexpress                        | | Vaulx-en-Velin - La Soie           |
| Vieux Lyon - Cathédrale Saint-Jean | Métro de Lyon · Ligne D           | 42                | 9 septembre 1991                       | Souterraine                                      | Lyon 5e               |                        | Funiculaire de Lyon · Ligne F1 · Ligne F2                                        | Station la plus profonde du réseau. Correspondances avec les funiculaires 30 m plus haut.                                                | Vieux Lyon - Cathédrale Saint-Jean |